# ATP Finals 2022
ATP Finals 2022, známý jako Turnaj mistrů 2022 či se jménem sponzora Nitto ATP Finals 2022, představoval závěrečný tenisový turnaj mužské profesionální sezóny 2022 pro osm nejvýše postavených mužů ve dvouhře a osm nejlepších párů ve čtyřhře na žebříčku ATP Race z pondělního vydání, po skončení posledního řádného turnaje před Turnajem mistrů.
Turnaj se odehrával mezi 13. až 20. listopadu 2022 podruhé v italtském Turíně, který se stal šestnáctým místem konání závěrečné akce roku. Dějištěm byla víceúčelová Pala Alpitour, v níž byl instalován dvorec s rychlým tvrdým povrchem. Celková dotace i prize money činily 14 750 000 amerických dolarů. Hlavním sponzorem se pošesté stala japonská společnost Nitto Denko.
Devadesátý první singlový titul na okruhu ATP Tour vybojoval osmý muž žebříčku Novak Djoković ze Srbska,  který vyrovnal rekordních šest trofejí Rogera Federera a ve 35 letech překonal jeho věkový rekord nejstaršího šampiona z roku 2011. V soutěži nenašel přemožitele, což mu zajistilo nejvyšší odměnu v předchozí historii tenisu, 4 740 300 dolarů (cca 111 milionů korun). Devátou společnou trofej na túře ATP vybojovali deblisté Rajeev Ram s Joem Salisburym, kteří vylepšili finálovou účast z předchozího ročníku. Jako neporažený pár si odvezli 930 300 dolarů, historicky nejvyšší částku z jakékoli deblové soutěže. Salisbury se stal prvním deblovým šampionem z Velké Británie a Ram osmnáctým Američanem, jenž ovládl čtyřhru na závěrečné události roku.

## Turnaj

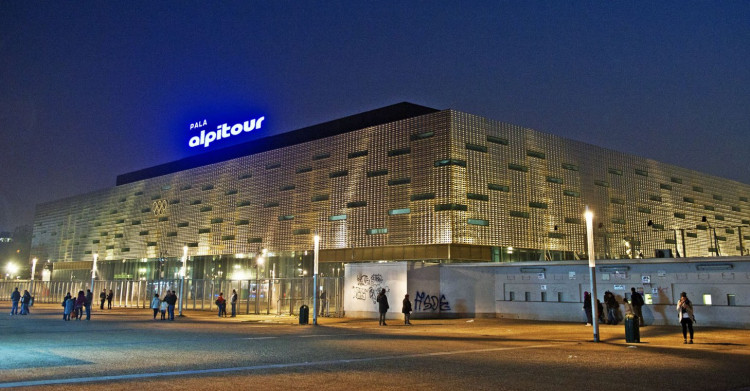
Pala Alpitour v Turíně, dějiště turnaje 2022–2025

Turínská Pala Alpitour hostila mezi 13. až 20. listopadem 2022 padesátý třetí ročník Turnaje mistrů ve dvouhře a čtyřicátý osmý ve čtyřhře. Stadion představoval největší krytou arénu v Itálii, s tenisovou kapacitou až 12 tisíc dváků. Událost organizovala Asociace tenisových profesionálů (ATP) ve formě vyvrcholení okruhu ATP Tour 2022. Jednalo se o závěrečný turnaj sezóny v kategorii ATP Tour Finals, hraný v týdnu po milánském Next Generation ATP Finals pro osmičku nejlepších do 21 let a následovaný jen vyřazovací fází finále Davis Cupu. 
V důsledku invaze Ruska na Ukrajinu na konci února 2022 řídící organizace tenisu ATP, WTA a ITF s grandslamy rozhodly, že ruští a běloruští tenisté mohli dále na okruzích startovat, ale do odvolání nikoli pod vlajkami Ruska a Běloruska.

### Kvalifikační kritéria

#### Dvouhra
Dvouhry se zúčastnilo osm tenistů a přítomní byli dva náhradníci. Hráči se kvalifikovali v následujícím  pořadí:
1. Zaprvé, sedm tenistů dle žebříčku ATP Race vydaného v pondělí po posledním řádném turnaji ATP Tour. V roce 2022 se jím stal Paris Masters.
2. Zadruhé, až dva grandslamoví vítězové z roku 2022 figurující na 8. až 20. místě žebříčku, a to v pořadí dle jejich sestupného umístění.
3. Zatřetí, 8. hráč na žebříčku ATP Race.[11]

Dvěma náhradníky se stali tenisté umístění na prvních nepostupových místech žebříčku ATP Race. V případě jejich odmítnutí či zranění by určila náhradníky organizace ATP.  
Do žebříčku ATP Race, vydávaného vždy v pondělí, se započítávaly body získané od ledna kalendářního roku probíhající sezóny. Kumulovány byly z turnajů Grand Slamu, ATP Tour, ATP Cupu, ATP Challenger Tour a ITF Tour. Hráčům se přičetly body z 19 turnajů, do nichž se řadily:
- 4 Grand Slamy
- 8 turnajů s povinným startem v kategorii ATP Masters 1000
- 7 nejlépe bodově hodnocených výsledků (ATP Cup, Monte-Carlo Masters, ATP 500, ATP 250, challengery, ITF)

#### Čtyřhra
Do čtyřhry zasáhlo osm párů a jedna dvojice plnila roli náhradníka. Osm týmů se kvalifikovalo podle stejných kritérií jako hráči dvouhry a body byly kumulovány z identických turnajů. Rozdílem se stala neexistence povinných účastí u stanovených turnajů. Dvojice tak sbíraly body z 19 libovolných událostí na okruhu ATP Tour podle nejvyššího bodového zisku.

### Formát
Soutěže dvouhry se zúčastnilo osm tenistů, z nichž každý odehrál tři vzájemné zápasy v jedné ze dvou čtyřčlenných základních skupin – zelené nebo červené. První dva tenisté z každé skupiny postoupili do semifinále, od něhož turnaj probíhal již vyřazovacím systémem pavouka. První ze skupin se utkali s druhými z opačných skupin. Vítězové semifinále se střetli ve finálovém duelu.
Soutěž čtyřhry kopírovala formát dvouhry.
Všechny zápasy dvouhry byly hrány na dva vítězné sety s uplatněním tiebreaku včetně finále. Každé utkání čtyřhry se konalo rovněž na dvě vítězné sady. Za vyrovnaného stavu setů 1–1 rozhodl o vítězi supertiebreak do 10 bodů. V deblových gamech se nehrály „výhody“. Po shodě následoval rozhodující míč, jehož vítěz získal celou hru.

### Kritéria pořadí v základní skupině
Konečné pořadí v základní skupině se řídilo následujícími kritérii:
1. nejvyšší počet vyhraných utkání
2. nejvyšší počet odehraných utkání
3. u dvou hráčů se stejným počtem výher rozhodovalo vzájemné utkání;
4. u tří hráčů se stejným počtem výher rozhodovalo:
    a) nejvyšší procento vyhraných setů (případně vzájemný zápas při shodě dvou hráčů)
    b) nejvyšší procento vyhraných her (případně vzájemný zápas při shodě dvou hráčů).
5. žebříček ATP platný během turnaje

### Body a finanční odměny
Rozpočet ATP Finals 2022 byl meziročně navýšen z částky 7,25 na 14,75 milionu dolarů (o 103 %) a vůči poslednímu předcovidovému ročníku 2019 o 64 %. Neporažený vítěz dvouhry výhrou ve všech pěti utkáních získal nejvyšší odměnu v předchozí historii tenisu, 4 740 300 dolarů (nárůst o 105 %).
| Fáze | Fáze                | dvouhra          | čtyřhra        | body     |
| --- | ------------------- | ---------------- | -------------- | -------- |
| neporažení vítězové | neporažení vítězové | 4 740 300 $      | 930 300 $      | 1 500    |
| vítězové | vítězové            | ZS + 2 200 400 $ | ZS + 350 400 $ | ZS + 900 |
| finalisté | finalisté           | ZS + 1 070 000 $ | ZS + 130 000 $ | ZS + 400 |
| za výhru ve skupině | za výhru ve skupině | 383 300 $        | 93 300 $       | 200      |
| startovné |                     |                  |                |          |
| za 3 zápasy | 320 000 $           | 130 000 $        | —              |          |
| za 2 zápasy | 240 000 $           | 97 500 $         | —              |          |
| za 1 zápas | 160 000 $           | 52 000 $         | —              |          |
| náhradníci | náhradníci          | 150 000 $        | —              | 50 000 $ |
| Poznámky |                     |                  |                |          |
| - částky jsou uváděny v amerických dolarech ($) - celkový rozpočet 14 750 000 dolarů - ZS – celkové finanční odměny či body získané v základní skupině - finanční odměny ve čtyřhře jsou uváděny na celý pár |                     |                  |                |          |

### Dvouhra

#### Kvalifikovaní hráči
| —                                       | Carlos Alcaraz (ESP) | Carlos Alcaraz (ESP)        | 6 820 | 8. září      | [ 14 ] |
| 1.                                      |                      | Rafael Nadal (ESP)          | 5 820 | 2. září      | [ 15 ] |
| 2.                                      |                      | Stefanos Tsitsipas (GRE)    | 5 350 | 30. září     | [ 16 ] |
| 3.                                      |                      | Casper Ruud (NOR)           | 5 020 | 29. září     | [ 17 ] |
| 4.                                      |                      | Daniil Medveděv             | 4 065 | 29. října    | [ 18 ] |
| 5.                                      |                      | Félix Auger-Aliassime (CAN) | 3 995 | 2. listopadu | [ 19 ] |
| 6.                                      |                      | Andrej Rubljov              | 3 530 | 2. listopadu | [ 19 ] |
| 7.                                      |                      | Novak Djoković (SRB)        | 3 320 | 9. října     | [ 20 ] |
| 8.                                      |                      | Taylor Fritz (USA)          | 2 955 | 5. listopadu | [ 21 ] |
| Zelená skupina Červená skupina odhlášen |                      |                             |       |              |        |

#### Předešlý poměr všech vzájemných zápasů
Tabulka uvádí poměr vzájemných zápasů hráčů před Turnajem mistrů.

##### Všechny odehrané zápasy
|    |                       | Nadal | Tsitsipas | Ruud | Medveděv | Auger-Aliassime | Rubljov | Djoković | Fritz | Celkem H2H | Poměr 2022 |
| 1. | Rafael Nadal          |       | 7–2       | 1–0  | 5–1      | 2–0             | 2–1     | 29–30    | 2–1   | 48–35      | 38–6       |
| 2. | Stefanos Tsitsipas    | 2–7   |           | 1–1  | 3–7      | 5–3             | 6–4     | 2–9      | 3–0   | 22–31      | 60–22      |
| 3. | Casper Ruud           | 0–1   | 1–1       |      | 0–3      | 2–1             | 1–4     | 0–3      | 0–0   | 4–13       | 48–20      |
| 4. | Daniil Medveděv       | 1–5   | 7–3       | 3–0  |          | 4–0             | 4–1     | 4–7      | 1–0   | 24–16      | 45–16      |
| 5. | Félix Auger-Aliassime | 0–2   | 3–5       | 1–2  | 0–4      |                 | 1–3     | 1–1      | 0–1   | 6–18       | 56–25      |
| 6. | Andrej Rubljov        | 1–2   | 4–6       | 4–1  | 1–4      | 3–1             |         | 1–1      | 2–4   | 16–19      | 49–18      |
| 7. | Novak Djoković        | 30–29 | 9–2       | 3–0  | 7–4      | 1–1             | 1–1     |          | 5–0   | 56–37      | 37–7       |
| 8. | Taylor Fritz          | 1–2   | 0–3       | 0–0  | 0–1      | 1–0             | 4–2     | 0–5      |       | 6–13       | 43–19      |

#### Výsledky a body
Tabulka uvádí sezónní výsledky a odpovídající bodový zisk kvalifikovaných hráčů a náhradníků Turnaje mistrů.
| ATP Race           | tenista               | Grand Slam | Grand Slam | Grand Slam | Grand Slam | ATP Tour Masters 1000 | ATP Tour Masters 1000 | ATP Tour Masters 1000 | ATP Tour Masters 1000 | ATP Tour Masters 1000 | ATP Tour Masters 1000 | ATP Tour Masters 1000 | ATP Tour Masters 1000 | Nejlépe na dalších turnajích | Nejlépe na dalších turnajích | Nejlépe na dalších turnajích | Nejlépe na dalších turnajích | Nejlépe na dalších turnajích | Nejlépe na dalších turnajích | Nejlépe na dalších turnajích | Nejlépe na dalších turnajích | body  | turnajů | titulů |
| ATP Race           | tenista               | AO         | FO         | WIM        | USO        | IW                    | MI                    | MC                    | MA                    | RO                    | CA                    | CI                    | PA                    | 1.                           | 2.                           | 3.                           | 4.                           | 5.                           | 6.                           | 7.                           | 8.                           | body  | turnajů | titulů |
| ------------------ | --------------------- | ---------- | ---------- | ---------- | ---------- | --------------------- | --------------------- | --------------------- | --------------------- | --------------------- | --------------------- | --------------------- | --------------------- | ---------------------------- | ---------------------------- | ---------------------------- | ---------------------------- | ---------------------------- | ---------------------------- | ---------------------------- | ---------------------------- | ----- | ------- | ------ |
| 1.                 | Carlos Alcaraz        | 32k 90     | ČF 360     | 16k –      | Titul 2000 | SF 360                | Titul 1000            | 32k 10                | Titul 1000            | A 0                   | 32k 10                | ČF 180                | ČF 180                | Titul 500                    | Titul 500                    | F 300                        | SF 180                       | F 150                        | 32k 0                        |                              |                              | 6 820 | 17      | 5      |
| 2.                 | Rafael Nadal          | Titul 2000 | Titul 2000 | SF –       | 16k 180    | F 600                 | A 0                   | A 0                   | ČF 180                | 16k 90                | A 0                   | 32k 10                | 32k 10                | Titul 500                    | Titul 250                    |                              |                              |                              |                              |                              |                              | 5 820 | 11      | 4      |
| 3.                 | Stefanos Tsitsipas    | SF 720     | 16k 180    | 32k –      | 128k 10    | 32k 45                | 16k 90                | Titul 1000            | SF 360                | F 600                 | 32k 10                | F 600                 | SF 360                | F 300                        | F 300                        | Titul 250                    | SF 180                       | F 150                        | ČF 90                        | ZS 60                        | 16k 45                       | 5 350 | 23      | 2      |
| 4.                 | Casper Ruud           | A 0        | F 1200     | 64k –      | F 1200     | 32k 45                | F 600                 | 16k 90                | 32k 10                | SF 360                | SF 360                | 32k 10                | 16k 90                | Titul 250                    | Titul 250                    | Titul 250                    | ZS 125                       | ČF 90                        | ČF 45                        | ČF 45                        | 32k 0                        | 5 020 | 22      | 3      |
| 5.                 | Daniil Medveděv       | F 1200     | 16k 180    | A –        | 16k 180    | 32k 45                | ČF 180                | A 0                   | A 0                   | A 0                   | 32k 10                | SF 360                | 32k 10                | Titul 500                    | F 300                        | SF 295                       | Titul 250                    | SF 180                       | SF 180                       | F 150                        | ČF 45                        | 4 065 | 18      | 2      |
| 6.                 | Félix Auger-Aliassime | ČF 360     | 16k 180    | 128k –     | 64k 45     | 64k 10                | 64k 10                | SF 90                 | ČF 180                | ČF 180                | ČF 180                | ČF 180                | SF 360                | Titul 500                    | Titul 500                    | Titul 390                    | Titul 250                    | Titul 250                    | F 150                        | ČF 90                        | ČF 90                        | 3 995 | 27      | 5      |
| 7.                 | Andrej Rubljov        | 32k 90     | ČF 360     | A –        | ČF 360     | SF 360                | 64k 10                | 16k 90                | ČF 180                | 32k 10                | 32k 10                | 16k 90                | 16k 90                | Titul 500                    | Titul 250                    | Titul 250                    | Titul 250                    | SF 180                       | SF 180                       | SF 180                       | SF 90                        | 3 530 | 22      | 4      |
| 8.                 | Novak Djoković        | A 0        | ČF 360     | Titul –    | A 0        | A 0                   | A 0                   | 32k 10                | SF 360                | Titul 1000            | A 0                   | A 0                   | F 600                 | Titul 500                    | Titul 250                    | F 150                        | ČF 90                        |                              |                              |                              |                              | 3 320 | 10      | 4      |
| 9.                 | Taylor Fritz          | 16k 180    | 64k 45     | ČF –       | 128k 10    | Titul 1000            | 16k 90                | ČF 180                | A 0                   | A 0                   | 16k 90                | ČF 180                | 32k 45                | Titul 500                    | Titul 250                    | ZS 160                       | 16k 45                       | 16k 45                       | 16k 45                       | ČF 45                        | ČF 45                        | 2 955 | 21      | 3      |
| Náhradníci         |                       |            |            |            |            |                       |                       |                       |                       |                       |                       |                       |                       |                              |                              |                              |                              |                              |                              |                              |                              |       |         |        |
| 10.                | Holger Rune           | 128k 10    | ČF 360     | 128k –     | 32k 90     | 64k 41                | SF 35                 | 32k 70                | 16k 20                | 16k 20                | 32k 45                | 64k 10                | Titul 1000            | F 300                        | Titul 250                    | Titul 250                    | F 150                        | SF 90                        | Titul 80                     | 16k 45                       | ČF 45                        | 2 911 | 30      | 4      |
| 11.                | Hubert Hurkacz        | 64k 45     | 16k 180    | 128k –     | 64k 45     | 16k 90                | SF 360                | ČF 180                | ČF 180                | 64k 10                | F 600                 | 32k 10                | 32k 45                | Titul 500                    | SF 180                       | SF 120                       | ČF 90                        | ČF 90                        | SF 90                        | 16k 45                       | ČF 45                        | 2 905 | 22      | 1      |
| náhradník odhlášen |                       |            |            |            |            |                       |                       |                       |                       |                       |                       |                       |                       |                              |                              |                              |                              |                              |                              |                              |                              |       |         |        |

| Legenda | Legenda               | Legenda | Legenda             |
| ------- | --------------------- | ------- | ------------------- |
| 0/2000  | získané body          | 128k    | 128 hráčů v kole    |
| A       | neúčast na turnaji    | 64k     | 64 hráčů v kole     |
| ČF      | prohra ve čtvrtfinále | 32k     | 32 hráčů v kole     |
| SF      | prohra v semifinále   | 16k     | 16 hráčů v kole     |
| F       | prohra ve finále      | Titul   | vítězství v turnaji |
| ZS      | základní skupina      | —       | —                   |

### Čtyřhra

#### Kvalifikované páry
| 1.                             |  | Wesley Koolhof (NED) Neal Skupski (GBR)        | 7 450 | 1. září      | [ 22 ] |
| 2.                             |  | Rajeev Ram (USA) Joe Salisbury (GBR)           | 5 890 | 9. září      | [ 23 ] |
| 3.                             |  | Marcelo Arévalo (ESA) Jean-Julien Rojer (NED)  | 5 255 | 30. září     | [ 24 ] |
| 4.                             |  | Nikola Mektić (CRO) Mate Pavić (CRO)           | 4 165 | 17. října    | [ 25 ] |
| 5.                             |  | Ivan Dodig (CRO) Austin Krajicek (USA)         | 3 700 | 5. listopadu | [ 26 ] |
| 6.                             |  | Lloyd Glasspool (GBR) Harri Heliövaara (FIN)   | 3 600 | 4. listopadu | [ 27 ] |
| 7.                             |  | Marcel Granollers (ESP) Horacio Zeballos (ARG) | 3 560 | 3. listopadu | [ 28 ] |
| 8.                             |  | Thanasi Kokkinakis (AUS) Nick Kyrgios (AUS)    | 3 150 | 31. října    | [ 29 ] |
| Zelená skupina Červená skupina |  |                                                |       |              |        |

#### Předešlý poměr všech vzájemných zápasů
Tabulka uvádí poměr vzájemných zápasů párů před Turnajem mistrů.

##### Všechny odehrané zápasy
|    |                                    | Koolhof Skupski | Ram Salisbury | Arévalo Rojer | Mektić Pavić | Dodig Krajicek | Glasspool Heliövaara | Granollers Zeballos | Kokkinakis Kyrgios | Celkem H2H | Poměr 2022 |
| 1. | Wesley Koolhof Neal Skupski        |                 | 1–2           | 4–0           | 0–1          | 1–0            | 2–1                  | 0–1                 | 0–0                | 8–5        | 54–17      |
| 2. | Rajeev Ram Joe Salisbury           | 2–1             |               | 0–0           | 2–4          | 0–2            | 0–1                  | 4–2                 | 1–0                | 9–10       | 32–14      |
| 3. | Marcelo Arévalo Jean-Julien Rojer  | 0–4             | 0–0           |               | 1–0          | 1–1            | 1–0                  | 0–0                 | 0–0                | 3–5        | 38–19      |
| 4. | Nikola Mektić Mate Pavić           | 1–0             | 4–2           | 0–1           |              | 0–0            | 3–0                  | 2–2                 | 0–1                | 10–6       | 47–19      |
| 5. | Ivan Dodig Austin Krajicek         | 0–1             | 2–0           | 1–1           | 0–0          |                | 0–1                  | 1–1                 | 0–0                | 4–4        | 34–15      |
| 6. | Lloyd Glasspool Harri Heliövaara   | 1–2             | 1–0           | 0–1           | 0–3          | 1–0            |                      | 0–0                 | 1–0                | 4–6        | 45–25      |
| 7. | Marcel Granollers Horacio Zeballos | 1–0             | 2–4           | 0–0           | 2–2          | 1–1            | 0–0                  |                     | 0–2                | 6–9        | 23–17      |
| 8. | Thanasi Kokkinakis Nick Kyrgios    | 0–0             | 0–1           | 0–0           | 1–0          | 0–0            | 0–1                  | 2–0                 |                    | 3–2        | 18–4       |

#### Výsledky a body
Tabulka uvádí započítané sezónní výsledky a odpovídající bodový zisk kvalifikovaných párů na Turnaji mistrů.
| ATP Race   | dvojice                            | Nejlepší bodový zisk z turnajů | Nejlepší bodový zisk z turnajů | Nejlepší bodový zisk z turnajů | Nejlepší bodový zisk z turnajů | Nejlepší bodový zisk z turnajů | Nejlepší bodový zisk z turnajů | Nejlepší bodový zisk z turnajů | Nejlepší bodový zisk z turnajů | Nejlepší bodový zisk z turnajů | Nejlepší bodový zisk z turnajů | Nejlepší bodový zisk z turnajů | Nejlepší bodový zisk z turnajů | Nejlepší bodový zisk z turnajů | Nejlepší bodový zisk z turnajů | Nejlepší bodový zisk z turnajů | Nejlepší bodový zisk z turnajů | Nejlepší bodový zisk z turnajů | Nejlepší bodový zisk z turnajů | Nejlepší bodový zisk z turnajů | Nejlepší bodový zisk z turnajů | body  | turnajů | titulů |
| ATP Race   | dvojice                            | 1.                             | 2.                             | 3.                             | 4.                             | 5.                             | 6.                             | 7.                             | 8.                             | 9.                             | 10.                            | 11.                            | 12.                            | 13.                            | 14.                            | 15.                            | 16.                            | 17.                            | 18.                            | 19.                            | WI                             | body  | turnajů | titulů |
| ---------- | ---------------------------------- | ------------------------------ | ------------------------------ | ------------------------------ | ------------------------------ | ------------------------------ | ------------------------------ | ------------------------------ | ------------------------------ | ------------------------------ | ------------------------------ | ------------------------------ | ------------------------------ | ------------------------------ | ------------------------------ | ------------------------------ | ------------------------------ | ------------------------------ | ------------------------------ | ------------------------------ | ------------------------------ | ----- | ------- | ------ |
| 1.         | Wesley Koolhof Neal Skupski        | F 1200                         | Titul 1000                     | Titul 1000                     | Titul 1000                     | F 600                          | ČF 360                         | ČF 360                         | F 300                          | Titul 250                      | Titul 250                      | Titul 250                      | Titul 250                      | ČF 180                         | ČF 180                         | SF 180                         | ČF 90                          | 16k 0                          | 32k 0                          | 16k 0                          | 16k –                          | 7 450 | 24      | 7      |
| 2.         | Rajeev Ram Joe Salisbury           | Titul 2000                     | Titul 1000                     | Titul 1000                     | SF 720                         | ČF 360                         | SF 360                         | ČF 180                         | ČF 180                         | ČF 90                          | 16k 0                          | 32k 0                          | 16k 0                          | 16k 0                          | 16k 0                          | 16k 0                          | 16k 0                          |                                |                                |                                | SF –                           | 5 890 | 17      | 3      |
| 3.         | Marcelo Arévalo Jean-Julien Rojer  | Titul 2000                     | SF 720                         | SF 360                         | F 300                          | Titul 250                      | Titul 250                      | Titul 250                      | ČF 180                         | ČF 180                         | SF 180                         | SF 180                         | 16k 90                         | ČF 90                          | SF 90                          | SF 90                          | ČF 45                          | 64k 0                          | 16k 0                          | 32k 0                          | 64k –                          | 5 255 | 24      | 4      |
| 4.         | Nikola Mektić Mate Pavić           | Titul 1000                     | Titul 500                      | Titul 500                      | ČF 360                         | F 300                          | Titul 250                      | Titul 250                      | 16k 180                        | ČF 180                         | F 150                          | 32k 90                         | 16k 90                         | 16k 90                         | 16k 90                         | ČF 45                          | ČF 45                          | ČF 45                          | 16k 0                          | 32k 0                          | F –                            | 4 165 | 23      | 5      |
| 5.         | Ivan Dodig Austin Krajicek         | F 1200                         | F 600                          | Titul 500                      | F 300                          | Titul 250                      | Titul 250                      | SF 180                         | F 150                          | 32k 90                         | ČF 90                          | SF 90                          | 32k 0                          | 32k 0                          | 32k 0                          | 16k 0                          | 16k 0                          | 16k 0                          | 16k 0                          |                                | 16k –                          | 3 700 | 19      | 3      |
| 6.         | Lloyd Glasspool Harri Heliövaara   | Titul 500                      | ČF 360                         | ČF 360                         | SF 360                         | F 300                          | SF 205                         | ČF 180                         | ČF 180                         | F 150                          | F 150                          | F 150                          | F 150                          | F 150                          | 32k 90                         | 16k 90                         | SF 90                          | SF 90                          | ČF 45                          | 16k 0                          | 16k –                          | 3 600 | 26      | 1      |
| 7.         | Marcel Granollers Horacio Zeballos | SF 720                         | SF 720                         | Titul 500                      | ČF 180                         | ČF 180                         | ČF 180                         | ČF 180                         | ČF 180                         | SF 180                         | SF 180                         | SF 180                         | 16k 90                         | ČF 90                          | 64k 0                          | 16k 0                          | 16k 0                          | 16k 0                          | 16k 0                          |                                | A –                            | 3 560 | 18      | 1      |
| 8.         | Thanasi Kokkinakis Nick Kyrgios    | Titul 2000                     | SF 360                         | Titul 250                      | 16k 180                        | SF 180                         | 16k 90                         | 16k 90                         |                                |                                |                                |                                |                                |                                |                                |                                |                                |                                |                                |                                | A –                            | 3 150 | 7       | 2      |
| Náhradníci |                                    |                                |                                |                                |                                |                                |                                |                                |                                |                                |                                |                                |                                |                                |                                |                                |                                |                                |                                |                                |                                |       |         |        |
| 9.         | Matthew Ebden Max Purcell          | F 1200                         | Titul 250                      | 16k 180                        | F 150                          | 16k 90                         | 16k 90                         | ČF 90                          | ČF 45                          | ČF 45                          | ČF 45                          | 64k 0                          | 32k 0                          | 32k 0                          | 16k 0                          | 16k 0                          |                                |                                |                                |                                | Titul –                        | 2 185 | 16      | 2      |
| 10.        | Tim Pütz Michael Venus             | F 600                          | Titul 500                      | ČF 360                         | F 300                          | 16k 180                        | 16k 180                        | ČF 180                         | ČF 180                         | SF 180                         | F 150                          | F 150                          | 16k 90                         | ČF 90                          | 32k 0                          | 16k 0                          | 16k 0                          | 16k 0                          |                                |                                | 64k –                          | 3 140 | 18      | 1      |
| náhradníci |                                    |                                |                                |                                |                                |                                |                                |                                |                                |                                |                                |                                |                                |                                |                                |                                |                                |                                |                                |                                |                                |       |         |        |

| Legenda | Legenda                 | Legenda | Legenda             |
| ------- | ----------------------- | ------- | ------------------- |
| 0/2000  | získané body na turnaji | 64k     | 64 párů v kole      |
| ČF      | prohra ve čtvrtfinále   | 32k     | 32 párů v kole      |
| SF      | prohra v semifinále     | 16k     | 16 párů v kole      |
| F       | prohra ve finále        | Titul   | vítězství v turnaji |

## Přehled finále

### Mužská dvouhra
- Novak Djoković vs.  Casper Ruud, 7–5, 6–3

### Mužská čtyřhra
- Rajeev Ram /  Joe Salisbury vs.  Nikola Mektić /  Mate Pavić, 7–6(7–4), 6–4